# INTA. Interreligiöses Forum
INTA war ein interreligiös-feministisches Magazin mit Beiträgen aus Theologie und Philosophie, Kultur und Gesellschaft sowie Politik und Praktischer Theologie. Die Zeitschrift INTA erschien im Frühjahr 2014 erstmals als vierteljährliche Printausgabe. Sie stand in der Tradition der feministisch-theologischen Zeitschrift Schlangenbrut, die 2014 eingestellt und durch INTA abgelöst wurde.
Es bestand eine Kooperation mit dem jüdischen Verein Bet Debora.
Von 2014 bis 2016 erschienen insgesamt zwölf Ausgaben. Ende 2016 wurde die Printausgabe aus finanziellen Gründen eingestellt.

## Inhalt
Jedes Heft stand unter einem Themenschwerpunkt, dem die Artikel sich jeweils von unterschiedlichen Standpunkten aus näherten. Wie bereits die Schlangenbrut, verstand sich INTA als Diskussionsforum für feministische Themen, die nun mit einem speziellen Fokus auf interreligiösen Dialog bearbeitet wurden.
INTA bot in jeder Ausgabe:
- Beiträge jüdischer, christlicher und muslimischer Autorinnen
- Interviews, Porträts, Berichte
- Feministische Theologie und Spiritualität
- Interdisziplinäre Perspektiven und Genderforschung
- Rituale, Predigten und Ideen für die Praxis
- Berichte von Tagungen, Treffen und Begegnungen
- Buchvorstellungen und Materialhinweise
- Nachrichten aus aller Frauen Länder

Die vorläufig letzte Ausgabe im Print erschien als Doppelnummer 11/12 „Fundamentale Herausforderungen“ Ende November 2016.

### Bisher erschienene Titel
- 2014
  - #1 Vielfalt erleben
  - #2 Anderssein
  - #3 Frei(en)
  - #4 Predigen
- 2015
  - #5 Schön sein
  - #6 Buddhismus
  - #7 Geld und Religion
  - #8 Hören und Reden
- 2016
  - #9 Amtsfrauen
  - #10 Essen und Fasten[5]

- - #11/12 Fundamentale Herausforderungen

In der letzten Doppelausgabe widmeten sich die Texte den tagesaktuellen Themenschwerpunkten Migration, Integration, Fremdenhass, Genderhass und religiösem Fundamentalismus. Zugleich war der Titel auch ein Querverweis auf die finanziell schwierige Situation des Heftes, das in der Printversion mit dieser Ausgabe vorläufig letztmals erschien.

## Redaktion
Ein Teil der ehemaligen Redakteurinnen der Schlangenbrut gehörte weiterhin dem Redaktionsteam von INTA an. Seit der ersten Ausgabe waren nur Frauen im Redaktionsteam, die Mitarbeit von Männern war aber, anders als bei der Schlangenbrut, möglich, wie etwa in Heft 4: Predigen.
Zu den durchgehend ehrenamtlichen Redaktionsmitgliedern gehörten unter anderem eine muslimische Imamin, eine Jüdin, evangelische Pfarrerinnen, eine römisch-katholische Theologin und eine Philosophin. Insgesamt hatten über 120 ehrenamtliche Mitarbeiterinnen und Mitarbeiter das Projekt vorangetrieben.

## Herausgebender Verein
INTA lief während der ersten Monate noch unter der Herausgeberschaft des Schlangenbrut e. V. Im Sommer 2016 gründete INTA den eigenen herausgebenden Verein INTA. Interreligiös-feministisches Forum e. V.
Mitglieder sind die Redakteurinnen, geleitet wird der Verein von Antje Röckemann (Vorsitzende) und Katrin Berger (stellvertretende Vorsitzende). Die Mitglieder treffen sich in regelmäßigen Abständen zu Hauptversammlungen und Veranstaltungen. Außerdem nehmen sie an verschiedenen theologischen und feministischen Veranstaltungen teil. Sie verstehen ihre Zusammenarbeit nicht nur als redaktionelle Tätigkeit, sondern insbesondere auch als Think Tank und geschützten Raum, der Diskussionen ermöglicht und fördert, die sonst keine oder kaum eine Lobby haben. So unterstützen sie beispielsweise queer-feministische Themen, engagieren sich für Schnittstellen wie Homosexualität und Islam, jüdisch-christlich-muslimischen Dialog und vieles mehr.
Ein Leitgedanke für die redaktionelle Arbeit lautete: Nicht über, sondern mit den Religionen sprechen. Diesen direkten Dialog zu fördern, ist auch Ziel des Vereins.